# Anna Truskolaska
Anna Stanisława Truskolaska z domu Kędziora (ur. 27 sierpnia 1941 w Krakowie, zm. 23 września 2024 we Fryburgu) – polska dziennikarka i opozycjonistka, współpracowniczka Komitetu Helsińskiego w Polsce.

## Życiorys
Córka Marii Kędziorzyny z domu Croneck – pisarki dla dzieci oraz Juliusza Kędziory – pisarza i malarza.
W latach 1963–1967 studentka polonistyki na Uniwersytecie Jagiellońskim. Z uwagi na małżeństwo z Piotrem Truskolaskim i przyjście na świat dzieci (Kajetan, Justyna) stopień magistra uzyskała w 1970 na Uniwersytecie Mikołaja Kopernika w Toruniu, dokąd przeprowadziła się wraz z mężem.
W latach 1970–1971 kierowniczka Gromadzkiego Domu Kultury w Lipinkach, 1971–1972 wychowawczyni w Sanatorium Rehabilitacyjnym w Jarnołtówku k. Głuchołaz, 1972–1975 instruktorka terapii zajęciowej w Dolnośląskim Zespole Rehabilitacyjnym we Wrocławiu.Od 1975 zamieszkała w Lublinie i podjęła pracę jako bibliotekarka w Bibliotece Uniwersyteckiej KUL, gdzie pracowała do 1990 roku, aktywnie uczestnicząc w tworzeniu i pracach NSZZ „Solidarność”.
Zasadniczym obszarem działalności Anny Truskolaskiej była prasa podziemna. Zawodowo gromadziła wszelką "bibułę" dla Biblioteki KUL. W latach 1978–1980 przyłączyła się do kolportażu  „Spotkań. Niezależnego Pisma Młodych Katolików”. W latach 1982–1989 prowadziła Biuro Informacji Regionu Środkowo-Wschodniego NSZZ "Solidarność", przygotowując serwisy informacyjne dla redakcji podziemnych czasopism oraz publikując teksty w „Informatorze Regionu Środkowo-Wschodniego NSZZ «S»”, „Tygodniku Mazowsze”, „KOS” i „CDN”. Redaktor naczelny i wydawca „Gazety poza wszelka cenzurą". Inicjatorka i wydawca "Gazety Rolników. Pismo Solidarności RI". 
Działalność Anny Truskolaskiej została dostrzeżona zarówno przez władze, które rozpracowywały ją pod kryptonimem "Bibliotekarz", jak i przez środowiska opozycyjne – w 1987/1988 została laureatką nagrody Fundacji Polcul.
Po przełomie w latach 1990–1991 sekretarz redakcji i reporter w „Tygodniku Współczesnym”, w 1993 dziennikarka pisma „Express Fakty”, a w latach 1996–1999 pisma „LOS” przy Lubelskim Ośrodku Samopomocy.
W 1999 oraz 2001 wyróżniona odznaką Zasłużony Działacz Kultury, w 2008 odznaczona Złotym Krzyżem Zasługi. Była sekretarzem Wojewódzkiej Rady Konsultacyjnej ds. Działaczy Opozycji Antykomunistycznej i Osób Represjonowanych przy Zarządzie Województwa Lubelskiego.